# Шурале
Шурале́ (тат. шүрәле, баш. шүрәле [ʃyræˈlɘ]; также известен как «дух леса», «урман иясе», тат. урман иясе, urman iyäse, и «ярымтык» баш. ярымтыҡ, yarımtıq) — антропоморфное мифическое существо, описанное в татарском, башкирском, чувашском и марийском фольклорах, персонификация духа леса. Образ шурале встречается в мифологиях народов Урала и Поволжья; близок к образам сатира и лешего. Имеет к себе двойственное отношение, либо почитаем, как дух леса, либо же ненавидим, как слишком конфликтное существо, нападающее на людей.

## Этимология
Мифоним шүрале у татар, марийцев, чувашей и башкир распространён в следующих формах: шүрәле, шўрелле, шўреке, шурали или сурали. Скорее всего восходит к основе шөр-, или шур-, — «страшилище», — или к глагольной форме шөрләү (диалектная форма — шүрләү) — «испугаться». Мифоним «шурале» («шүрәле») в башкирском языке имеет синонимичный мифоним «ярымтык» («ярымтыҡ», «yarımtıq»). В строении мифонима «ярымтык» имеется тюркское слово ярым со значением «половина».
На чувашском языке слово «шурале» означает «половина руки»: первый слог, чув. ҫурӑ, или ҫур — «половина», второй слог, алӑ — «рука». Возможно, термин «шурале» происходит от древнего названия божества, духа почитаемого предка щур из славянской мифологии.

## Описание и поведение
Шурале обитает преимущественно в лесу; в одном лесу могут обитать сразу несколько особей. Занимается тем, что сбивает одиноко идущих по лесу людей с пути, заманивает в глухие чащи; способен защекотать до смерти своими длинными пальцами. Шурале боится воды, что можно использовать как один из способов спастись от него — перепрыгнуть ручей. Также боится огня. Шурале можно поймать в ловушку, например, уговорив его засунуть палец в расщеплённое клином дерево, после чего вышибить клин. Образ шурале может разниться у разных народов Поволжья.

Образ Шурале на фасаде Татарского государственного театра кукол «Экият» в Казани

### В татарской мифологии
В татарской мифологии шурале представляется существом с чрезмерно длинными руками и пальцами (обычно тремя), показывается либо в образе волосатого мужчины с рогом на лбу, либо обнажённой женщины с длинными молочными железами, закинутыми назад за плечи. Иногда описывается как существо, имеющее огромный рост, длинные косматые волосы и медные когти и пятки, вывернутые в другую сторону.
По сведениям российского этнолога Я. Д. Коблова, шурале показываются людям преимущественно весной и летом, на заре, на восходе или закате солнца. С помощью всякого рода хитрых манипуляций — представление по имени, притворство путником, сбившимся с пути и просящего о помощи, плач или смех и весёлый разговор — может с лёгкостью завоевать доверие человека.

### В башкирской мифологии
В башкирской мифологии шурале описывается как сильное, изредка глупое, человекоподобное существо, имеющее лишь один глаз во лбу и ходящее на одной ноге. Часто передразнивает людей криком, создавая эхо. Занимается охотой и любит ездить на лошадях.
Делятся по половым признакам; шуралиха выглядит так же, как и женская версия шурале в татарской мифологии, с длинными молочными железами, закинутыми за спину. Могут иметь жён и детей. По преданиям когда-то некий человек женился на дочери одного из шурале, тем самым положив начало роду шуралеләр нәҫеле. Также некоторые башкирские роды — шайтан-кудей, шайтан-мурзалар, шайтандар и другие — причисляют себя к потомкам духа леса, считая свою прапрабабушку дочерью шурале.

### У других народов
В преданиях марийцев, удмуртов, мордвы, народов Сибири и Восточной Евразии также описывается схожее лесное смешливое мифическое существо (шур-лочо, шурали, сурали), однако, в отличие от татарской и башкирской мифологий, оно имеет способность превращаться в птиц семейства совиные, подражать их «гуканью» и смеяться «по-совиному». Кроме того шурале известен у народов Казахстана, Памира и Гиндикуша, Афганистан.

## В культуре

### Памятники

Памятник «Загадки Шурале» на площади у театра имени Галиасгара Камала, Казань

- 30 августа 2011 года на площади перед Татарским театром имени Галиасгара Камала был открыт памятник «Загадки Шурале»; работа российского скульптора А. М. Минулиной[10].

### Театр
- 8 марта 1945 года на сцене Татарского театра оперы и балета был поставлен первый татарский балет «Шурале» (или «Али-Батыр») в трёх действиях[11], под руководством и с музыкой татарского композитора Ф. З. Яруллина. Либретто балета, написанное А. С. Файзи и Л. В. Якобсоном, было основано на одноимённой поэме Габдулла Тукая[12]. После смерти Ф. З. Яруллина на фронте в 1945 году, в Ленинградском ордена Ленина и ордена Октябрьской Революции академическом театре оперы и балета имени С. М. Кирова в 1950 году был снова поставлен этот же балет, но уже в обновлённой танцевальной манере под руководством балетмейстера Л. В. Якобсона[13][14].
- Летом 1945 года в Казанском театре юного зрителя был поставлен спектакль-пьеса «Находчивый юноша» Д. С. Аппаковой, о юноше-работнике Ахмете, обхитрившем шуреле[15].